# Tyrannus tyrannus
Tyrannus tyrannus là một loài chim trong họ Tyrannidae.